# Chalhuahuacho
Chalhuahuacho es una localidad peruana, capital del distrito de Chalhuahuacho ubicado en la provincia de Cotabambas en el departamento de Apurímac. Se encuentra a aproximadamente 200 kilómetros de la ciudad de Abancay. Está a una altitud de 3.698 m s.n.m.

## Clima
| Parámetros climáticos promedio de Chalhuahuacho | Parámetros climáticos promedio de Chalhuahuacho | Parámetros climáticos promedio de Chalhuahuacho | Parámetros climáticos promedio de Chalhuahuacho | Parámetros climáticos promedio de Chalhuahuacho | Parámetros climáticos promedio de Chalhuahuacho | Parámetros climáticos promedio de Chalhuahuacho | Parámetros climáticos promedio de Chalhuahuacho | Parámetros climáticos promedio de Chalhuahuacho | Parámetros climáticos promedio de Chalhuahuacho | Parámetros climáticos promedio de Chalhuahuacho | Parámetros climáticos promedio de Chalhuahuacho | Parámetros climáticos promedio de Chalhuahuacho | Parámetros climáticos promedio de Chalhuahuacho |
| Mes                                             | Ene.                                            | Feb.                                            | Mar.                                            | Abr.                                            | May.                                            | Jun.                                            | Jul.                                            | Ago.                                            | Sep.                                            | Oct.                                            | Nov.                                            | Dic.                                            | Anual                                           |
| ----------------------------------------------- | ----------------------------------------------- | ----------------------------------------------- | ----------------------------------------------- | ----------------------------------------------- | ----------------------------------------------- | ----------------------------------------------- | ----------------------------------------------- | ----------------------------------------------- | ----------------------------------------------- | ----------------------------------------------- | ----------------------------------------------- | ----------------------------------------------- | ----------------------------------------------- |
| Temp. máx. media (°C)                           | 19                                              | 19                                              | 19                                              | 20                                              | 20                                              | 19                                              | 19                                              | 20                                              | 20                                              | 21                                              | 21                                              | 21                                              | 19.8                                            |
| Temp. media (°C)                                | 9.8                                             | 9.9                                             | 9.8                                             | 9.2                                             | 8                                               | 6.4                                             | 6.1                                             | 7                                               | 8.7                                             | 9.9                                             | 10                                              | 10                                              | 8.7                                             |
| Temp. mín. media (°C)                           | 7                                               | 7                                               | 6                                               | 5                                               | 3                                               | 1                                               | 0                                               | 2                                               | 4                                               | 6                                               | 6                                               | 7                                               | 4.5                                             |
| Fuente: Accuweather                             |                                                 |                                                 |                                                 |                                                 |                                                 |                                                 |                                                 |                                                 |                                                 |                                                 |                                                 |                                                 |                                                 |